# Harmograph

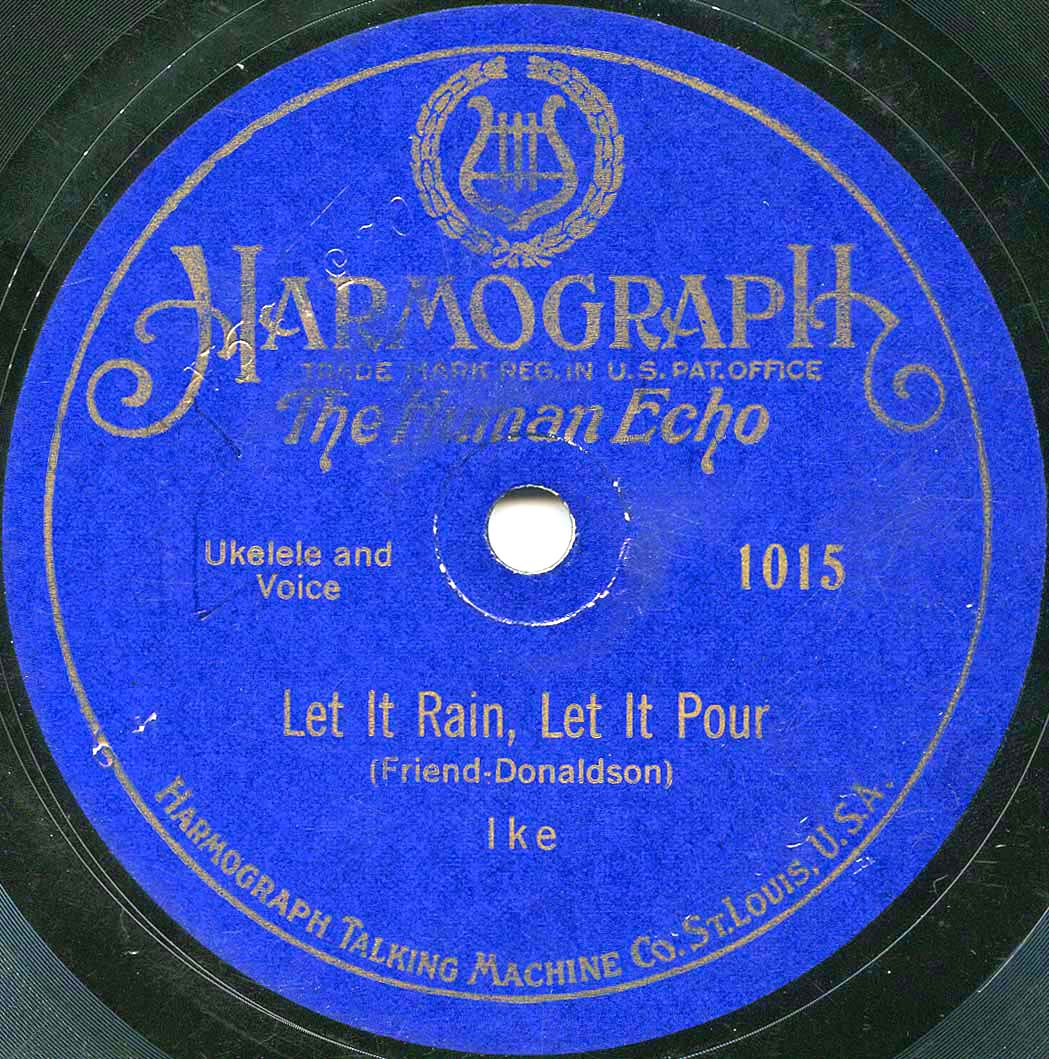
Etikett till Harmograph-utgåva från 1925. Inspelningen kommer i detta fall ursprungligen från Pathé och är med den populäre sångaren Cliff Edwards, dock under en minimalistisk pseudonym

Harmograph var ett amerikanskt skivmärke, tillverkat av och för varuhuskedjan The Shapleigh Hardware Co. i St. Louis cirka 1921-1925. Shapleigh tillverkade 1916-1922 även egna grammofoner. Själva inspelningarna på det egna märket gjorde man dock inte själv utan köpte från andra skivbolag, bland annat Cameo (1922-1923), Paramount (1923-1924; inkluderande inspelningar från detta märkes "race catalogue") och Pathé (1924-1925).